# マティリアル
マティリアル（1984年4月4日 - 1989年9月14日）は日本の競走馬。1987年のスプリングステークスで最後方の位置から差し切り勝ちを収め、同年のクラシック路線で人気を博す。2年以上の低迷期を経て、1989年の京王杯オータムハンデキャップで勝利を挙げたが、ゴール後に右前脚を骨折。治療が試みられたが術後の経過で大腸炎を発症し死亡した。

## 経歴

### 生い立ち
1984年4月4日、北海道門別町のシンボリ牧場で生まれる。父は過去3度のリーディングサイアー獲得した実績を持つパーソロン、母の父は1960年代に八大競走で4勝を挙げたスピードシンボリで、この血統構成は、本馬の誕生から11日後に皐月賞を制し、のちに中央競馬史上初の「七冠馬」となるシンボリルドルフと同じものであった。当年シンボリ牧場で誕生した生産馬には4頭の「一軍候補」があったが、なかでも本馬は頭ひとつ抜けた存在として期待された。2歳秋になり育成調教のため千葉県のシンボリ牧場本場へ送られると、特別な馬のみが入るふたつの馬房に、同年の東京優駿（日本ダービー）優勝馬シリウスシンボリとともに収められた。
本馬に惚れ込んだ美浦トレーニングセンター所属の調教師田中和夫が自身の管理馬とすべく馬主を探し、かねてシンボリ牧場と親密だったさくらコマース会長の全演植に購買を勧めた。この交渉は牧場側の評価額と全の希望額との折り合いが付かず破談となったが、その後も牧場を訪れる田中の様子に、場主の和田共弘が自らの所有で田中に任せることを約束した。田中はその第一印象について「ひと目で気に入りました。じつに垢抜けた体をしていて、顔もいい。すばらしい馬に会うと、びりびりと感じるものがあるのですが、この馬はそうだった。これは必ず、ひとかどの馬になると思いました」と述懐している。
1986年、競走年齢の3歳に達して競走名を付けるに際し、和田は本馬を将来フランスで走らせることを念頭に、冠名の「シンボリ」を付けず「素材」を意味する「マティリアル（Material）」と命名した。なお、和田はもともと、同期生産のマルゼンスキー産駒・ボビンスキーと一緒に、最初からフランスでのデビューを考えていたともいい、その後ボビンスキーのみ実際にフランスへ送られている。

### 戦績
当初はシンボリルドルフと同じく夏の新潟開催でのデビューに備えて現地入りしていたが、骨膜炎を発症したため、ルドルフの主戦騎手であった岡部幸雄の進言により、デビューは秋まで延期された。田中は「本当に実が入ってからのスタート」を期していたが、和田は田中に早期のデビューを促し、10月11日に東京開催の新馬戦で初出走した。騎手は岡部が務めた。レースは先行策から最後の直線でいったん他馬にかわされたが、ゴール前でこれを差し返して初勝利を挙げた。この結果に和田は「ルドルフ2世だ」と大いに喜んだという。岡部はのちに「誰もがルドルフとの比較を僕に聞きたがったけれど、そこまではわからなかった。ただ、いいほうに向かえば、ルドルフまではいかないにしても、近づくことはできるんじゃないかって。少なくとも、ダービーを勝ったシリウスシンボリよりも、素質の面では上だろうと思いましたね。新馬戦にあっさり勝って、その思いはますます強くなっていきました」と述懐している。
続く府中3歳ステークスでは調子が下降線にあり、サクラロータリーの3着と敗れた。田中はこれを「新馬戦の反動」だったといい、岡部は「馬にまだ若さが残っていたからで、別に気になりませんでした」と述べている。競走後、脚部不安のため3歳シーズンはこれをもって終え、マティリアルは放牧に出された。なお、この時点ではサクラロータリーが世代の筆頭格とも目されていたが、同馬は府中3歳ステークスで故障を生じ競走能力を喪失している。翌1987年2月、マティリアルは寒梅賞で復帰し、1番人気に応えて2勝目を挙げた。

#### スプリングステークス
3月29日、クラシック三冠初戦・皐月賞に向けて、スプリングステークスに出走。メリーナイス、ゴールドシチーという前年の東西3歳王者、重賞・きさらぎ賞を含み連勝中のトチノルーラー、2戦2勝のモガミヤシマらが顔を揃えたが、マティリアルは1番人気の支持を受けた。
それまでのマティリアルは先行あるいは中団からレースを進めていたが、岡部はレース前半のペースが速くなるという予測、また脚質に幅をもたせるために後方に控える作戦をとった。向正面では11番手から4馬身離れた最後方を進むと、第3コーナーから進出をはじめ、コース内側をついての9番手で最後の直線に入った。残り200メートルで7番手という位置で、テレビ中継で実況アナウンスを担当していた大川和彦はこの時点で「マティリアルはまだ中団、マティリアルはまだ中団、ぐーんと突っ込んでくるがちょっと届きそうにない」と伝えた。残り100メートルで大川はマティリアルから目を切ったというが、先行勢の競り合いからバナレットが抜け出した直後、外からマティリアルがこれを一気に差しきり、アタマ差先着して勝利した。走破タイム1分49秒3はレースレコードであった。
岡部がシンボリルドルフに騎乗していたころ、ルドルフの1歳上に鋭い追い込み脚質で知られたミスターシービーがおり、岡部はそのスタイルに対して「あれでは現代競馬は勝てない」と批判的であった。それを踏まえ、競走を終えて関係者の前に戻った岡部は、「ミスターシービーしちゃった」と漏らし、照れ笑いを浮かべた。競走後のインタビューにおいては「直線向いたところではさすがにちょっと間に合いそうにないと感じたので、直線でどれくらい差をつめられるか見てみようというぐらいのつもりだったんですけど、エンジンがかかってからの脚はすごかったですね」と語り、また田中は「ご覧のとおりのレースぶり。私がレースを見て感じたことは、皆さんが感じたこととたぶん同じだと思いますよ」と語った。2着バナレットに騎乗していた増沢末夫は「直線では勝ったと思ったのにね。何が差してきたのかわからなかった。風みたいにスーッと来られて……勝った馬と自分の馬では、ついているエンジンが違ったということでしょう」と語った。
当年のクラシック戦線は確固とした中心馬がおらず混戦と見られていたが、このスプリングステークスの後はマティリアルが中心との見方が大勢となった。しかし岡部は後に「馬の反応が鈍かったから、あんなレースになってしまった」、「どの馬も目標にし、万全に仕上げ、全力で走るクラシックを制するためには、どんな展開になっても素早く反応する能力が要求される。だから、大騒ぎされて、内心はやばいなあ、と思っていたんです」と当時の心境を吐露している。

#### 皐月賞・日本ダービー
4月19日に迎えた皐月賞で、マティリアルは1番人気に支持された。しかし、枠番は田中が唯一危惧していた最内の1枠1番であった。スタートが切られるとマティリアルはスタートダッシュがつかず、前走に続き後方からのレースとなった。向正面ではインコースを通って好位に上がりかけたものの、第3コーナーで再び位置を下げ、直線では外に進路をとってから追い込む形となった。2番人気のサクラスターオーがいち早く抜け出し、マティリアルはゴールドシチーと併走するように上がっていったが、同馬にアタマ差及ばずの3着となった。田中は「敗因はただひとつ、1枠でした。それがすべてでしたね。その意味では、運がなかった。スプリングのときと同じように、岡部騎手が苦労して直線までもってきましたが、19頭の馬群を捌くのは大変でした。直線ではすごい脚を使ってるんですが、届かないと思いました」と述べている。他方、日本ダービーに向けては「直線の長い東京競馬場ならば」という評価もあった。
競走後、和田の指示によりマティリアルは中山競馬場から直接シンボリ牧場へ放牧に出された。これは牧場所有施設で和田が自ら陣頭指揮をとり調教するためであった。田中は週に一度程度その様子を見に牧場へ赴いたが、そのたびにマティリアルの馬房の前でずっとその様子を見守る和田の姿があったといい、様々な薬も投与されていたという。これはかつてのシンボリルドルフに対しても同様であったが、ルドルフほどの図太さがないマティリアルには逆効果にはたらき、美浦トレーニングセンターに戻ったときには疲弊した様子であった。そうしたなか、日本ダービーでは単枠指定されることになる。田中は「内心『やめてくれ』と叫びたい気持ち」になったといい、「人気を煽るだけだし、ファンの方々に迷惑を掛けるから」と競馬会に指定の取り消しを求めたが、容れられなかった。後に岡部は「乗りたくなかった。本当にダービーには乗りたくなかった。これまでだって、勝てる可能性の少ないと思う馬に乗ることは数多く経験しているけど、人気もそれなりでしょう。だけど、マティリアルは出れば必ず1番人気になることは分かっていたし。で、ダービーでしょう。雰囲気からして独特のものがある。万全の仕上がりだったら、喜んで乗ったんだけど……。とにかく、僕としては乗りたくなかった」と述べている。
日本ダービーを前に、皐月賞馬サクラスターオーや前哨戦のNHK杯を勝ったモガミヤシマが故障により戦線離脱。皐月賞が1着から10着まで0.2秒差に固まっていたこともあり、ダービーは混戦模様ともいわれた。当日は単枠指定のマティリアルが1番人気に支持されたが、馬体重は前走から16kg減と細化していた。スタートが切られると岡部マティリアルは前2走とは打って変わり中団より前の位置につけたが、そこから伸びることなくメリーナイスの18着と敗れた。陣営は「甘くなかった。ダービーは八分の出来じゃ勝てっこない」とのコメントを残している。

#### 低迷期
日本ダービーの後、マティリアルは皐月賞後と同じようにシンボリ牧場へ移動した。田中はこの調整法が誤っていると感じはじめたものの、和田に意見することができず、夏を経ての帰厩後もマティリアルはストレスを募らせたままであった。クラシック三冠最終戦・菊花賞への前哨戦として臨んだセントライト記念は7着に終わる。田中と岡部の間には「菊花賞に出るべきではない」という暗黙の了解があり、岡部はこれをもってしばらくマティリアルから降りることになった。柴田政人騎乗で臨んだ菊花賞は4番人気に推されながら、皐月賞からの休養明けで勝ったサクラスターオーの13着に終わった。菊花賞のあとマティリアルは長期休養に入り、翌1988年3月に中山記念で復帰。3000メートルの長距離だった菊花賞とは異なり、田中が適正とみていた中距離の1800メートルでの競走であったが、調子は戻らず6着となる。
以後も出走、シンボリ牧場での調整というサイクルが繰り返されたが、同年末の有馬記念で9着となってから、和田は完全にマティリアルへの熱意を失った様子であったといい、ここで田中ははじめて「調教は自分に任せて欲しい」と要望し、これを了承された。田中はマティリアルをマイル路線へ進ませることを決め、翌1989年6月の復帰戦で4着となった後はローカル開催に転戦。七夕賞で4着、マイル戦の関屋記念で2着と復調の気配をみせた。復活への自信を深めた田中は、秋シーズンの緒戦・京王杯オータムハンデキャップで約2年ぶりに岡部への騎乗を依頼。岡部も田中の熱意とこの競走の重要性を感じ、これを快諾した。

#### 2年半ぶりの勝利
9月10日、前走に続くマイル戦の京王杯オータムハンデキャップでマティリアルは1番人気に支持される。岡部は「マティリアルに往年の力はなく、最も確率の高い競馬をした方が良い」と考え、レースで先行策をとった。逃げ馬の直後から第3コーナーで並び掛けると、最後の直線では先頭に立ち、そのままゴールまで押し切った。スプリングステークス以来2年半ぶりの勝利に、岡部は彼としては珍しくガッツポーズをみせた。岡部は後に「あれは、ごく自然にそういうポーズになっちゃったんです。2年以上もどん底に落ちていて、重賞レースで復活する馬なんて、そういるもんじゃないからね。また僕にしても、2年も乗らないでいて、久しぶりに勝ったんだから、この勝利はうれしかった。そういう思いが、自然に出たんだろうね」と振り返っている。

### 最期
競走後、スタンド前でマティリアルは突然歩様を乱して止まり、岡部が下馬。競馬場内の診療所に運ばれ、検査の結果「右前第一指節種子骨複骨折」と診断された。表彰式を終えて診療所に駆けつけた田中には、獣医師から「普通は安楽死のケース」であると伝えられたが、直後に和田から電話が入り、治療の意向が示された。翌日、骨折箇所を固定する手術が行われ無事成功する。しかし翌日夜に容態が急変、マティリアルは術後の痛みからくるストレスのため出血性大腸炎を発症し、治療も及ばず14日夕刻に死亡した。中山競馬場に設置されている馬頭観音にたてがみが納められている。

## 評価
田中は「できればあと数戦して、マイルの王者の名を残してほしかった。また必ずできる馬だった。もう少し早く、この馬の素質を見出してやれば良かった」と語り、岡部は「仮定のことは話してもしょうがないけど、もしダービーに出ていなければ、ということは以後しっかりしたローテーションで走ることになったら、マティリアルの素質なら、中距離のG1なら一つや二つはとれていると思う。それだけに惜しい馬だった」と語っている。また岡部は自著『勝負勘』において「マティリアルと『やめる勇気』」という一節を設け、次のように記した。
日本中央競馬会の広報誌『優駿』が2004年に行った「個性派ホースベスト10」という企画では、1980～2000年代の追い込み馬部門において、識者投票で5位、読者投票で6位に選ばれた。講評を担当した須田鷹雄は「要するにスプリングSだけといえばだけなのである。皐月賞3着時を入れても2度。（中略）では、なぜ1度や2度だけなのに今でも思い出すのか。それは単純にその1度が凄すぎたからだ。岡部幸雄に『ミスターシービーしちゃった』と軽口を叩かせるほどのレースだったからだ。一回だけのレースで一生に相当するほどの競馬ができる、ということを見せてくれた馬だった」と評した。

## 競走成績
以下の内容は、netkeiba.comおよびJBISサーチに基づく。
| 年月日 | 年月日 | 年月日 | 開催場 | 競走名           | 格   | 頭数 | 枠番 | 馬番 | 人気 | 着順 | 距離（状態）  | タイム（上がり） | 着差   | 騎手     | 斤量 | 勝ち馬/（2着馬）     |
| ------ | ------ | ------ | ------ | ---------------- | ---- | ---- | ---- | ---- | ---- | ---- | ------------- | ---------------- | ------ | -------- | ---- | -------------------- |
| 1986   | 10.    | 11     | 東京   | 3歳新馬          |      | 9    | 2    | 2    | 1    | 1着  | 芝1600m（良） | 1:36.9 (36.3)    | -0.2秒 | 岡部幸雄 | 53   | （ナカミオーエンス） |
|        | 11.    | 16     | 東京   | 府中3歳S         | OP   | 6    | 2    | 2    | 2    | 3着  | 芝1800m（良） | 1:50.4 (36.4)    | 0.7秒  | 岡部幸雄 | 54   | サクラロータリー     |
| 1987   | 2.     | 21     | 東京   | 寒梅賞           | 400  | 15   | 4    | 6    | 1    | 1着  | 芝1800m（良） | 1:50.0 (35.5)    | -0.1秒 | 岡部幸雄 | 55   | （ソウシンホウジュ） |
|        | 3.     | 29     | 中山   | スプリングS      | GII  | 12   | 6    | 8    | 1    | 1着  | 芝1800m（良） | 1:49.3 (36.1)    | 0.0秒  | 岡部幸雄 | 56   | （バナレット）       |
|        | 4.     | 19     | 中山   | 皐月賞           | GI   | 20   | 1    | 1    | 1    | 3着  | 芝2000m（良） | 2:02.3 (37.2)    | 0.3秒  | 岡部幸雄 | 57   | サクラスターオー     |
|        | 5.     | 31     | 東京   | 東京優駿         | GI   | 24   | 4    | 10   | 1    | 18着 | 芝2400m（良） | 2:30.0 (38.4)    | 2.2秒  | 岡部幸雄 | 57   | メリーナイス         |
|        | 9.     | 27     | 中山   | セントライト記念 | GII  | 12   | 2    | 2    | 2    | 7着  | 芝2200m（稍） | 2:14.8 (36.8)    | 0.9秒  | 岡部幸雄 | 56   | メリーナイス         |
|        | 11.    | 8      | 京都   | 菊花賞           | GI   | 18   | 7    | 15   | 4    | 13着 | 芝3000m（良） | 3:09.6 (38.7)    | 1.6秒  | 柴田政人 | 57   | サクラスターオー     |
| 1988   | 3.     | 13     | 中山   | 中山記念         | GII  | 10   | 8    | 10   | 2    | 6着  | 芝1800m（良） | 1:47.8 (36.4)    | 0.6秒  | 東信二   | 56   | モガミヤシマ         |
|        | 4.     | 3      | 中山   | 日経賞           | GII  | 7    | 3    | 3    | 3    | 6着  | 芝2500m（良） | 2:36.3 (36.2)    | 0.8秒  | 柴田政人 | 56   | メジロフルマー       |
|        | 6.     | 12     | 東京   | エプソムC        | GIII | 14   | 4    | 6    | 6    | 2着  | 芝1800m（良） | 1:48.3 (34.5)    | 0.2秒  | 加藤和宏 | 57   | ソウシンホウジュ     |
|        | 9.     | 18     | 新潟   | オールカマー     | GIII | 15   | 8    | 14   | 5    | 9着  | 芝2200m（良） | 2:13.7 (36.9)    | 1.4秒  | 柴田善臣 | 57   | スズパレード         |
|        | 10.    | 30     | 東京   | 天皇賞（秋）     | GI   | 13   | 5    | 8    | 6    | 9着  | 芝2000m（良） | 2:00.9 (36.4)    | 2.1秒  | 東信二   | 58   | タマモクロス         |
|        | 12.    | 4      | 中山   | ダービー卿CT     | GIII | 16   | 5    | 9    | 3    | 4着  | 芝1600m（良） | 1:34.1 (35.5)    | 0.5秒  | 東信二   | 55   | ウインドストース     |
|        | 12.    | 25     | 中山   | 有馬記念         | GI   | 13   | 4    | 6    | 8    | 9着  | 芝2500m（良） | 2:34.9 (35.9)    | 1.0秒  | 東信二   | 57   | オグリキャップ       |
| 1989   | 6.     | 3      | 東京   | パラダイスS      | OP   | 10   | 8    | 10   | 3    | 4着  | 芝1600m（良） | 1:34.5 (35.5)    | 0.2秒  | 加藤和宏 | 57   | グリンモリー         |
|        | 7.     | 9      | 新潟   | 七夕賞           | GIII | 12   | 6    | 8    | 2    | 4着  | 芝2000m（良） | 2:00.7 (37.0)    | 0.1秒  | 加藤和宏 | 57   | バレロッソ           |
|        | 8.     | 6      | 新潟   | 関屋記念         | GIII | 18   | 6    | 11   | 1    | 2着  | 芝1600m（良） | 1:34.0 (35.1)    | 0.1秒  | 柴田善臣 | 57   | ミスターブランディ   |
|        | 9.     | 10     | 中山   | 京王杯AH         | GIII | 10   | 8    | 10   | 1    | 1着  | 芝1600m（良） | 1:33.6 (34.7)    | 0.0秒  | 岡部幸雄 | 57   | （アドバンスモア）   |

- 枠番・馬番の太字は単枠指定を示す。内容はnetkeiba.comのほか、日本中央競馬会『中央競馬全重賞競走成績 GI編』（1996年）に基づく[30]。

## 血統表
| マティリアルの血統                              | マティリアルの血統                                | マティリアルの血統                       | （血統表の出典）          | （血統表の出典）  |
| 父系                                            | パーソロン系                                      | パーソロン系                             | パーソロン系              | [ § 2 ]           |
| 父 *パーソロン Partholon 1960 鹿毛 アイルランド | 父の父Milesian 1953 鹿毛 イギリス                 | My Babu                                  | Djebel                    | Djebel            |
| 父 *パーソロン Partholon 1960 鹿毛 アイルランド | 父の父Milesian 1953 鹿毛 イギリス                 | My Babu                                  | Perfume                   |                   |
| 父 *パーソロン Partholon 1960 鹿毛 アイルランド | 父の父Milesian 1953 鹿毛 イギリス                 | Oatflake                                 | Coup de Lyon              | Coup de Lyon      |
| 父 *パーソロン Partholon 1960 鹿毛 アイルランド | 父の父Milesian 1953 鹿毛 イギリス                 | Oatflake                                 | Avena                     |                   |
| 父 *パーソロン Partholon 1960 鹿毛 アイルランド | 父の母Paleo 1953 鹿毛 フランス                    | Pharis                                   | Pharos                    | Pharos            |
| 父 *パーソロン Partholon 1960 鹿毛 アイルランド | 父の母Paleo 1953 鹿毛 フランス                    | Pharis                                   | Carissima                 |                   |
| 父 *パーソロン Partholon 1960 鹿毛 アイルランド | 父の母Paleo 1953 鹿毛 フランス                    | Colonice                                 | Abjer                     | Abjer             |
| 父 *パーソロン Partholon 1960 鹿毛 アイルランド | 父の母Paleo 1953 鹿毛 フランス                    | Colonice                                 | Colonis                   |                   |
| 母 スイートアース 1973 栗毛 日本                | 母の父スピードシンボリ 1963 黒鹿毛 日本           | *ロイヤルチャレンヂャー Royal Challenger | Royal Charger             | Royal Charger     |
| 母 スイートアース 1973 栗毛 日本                | 母の父スピードシンボリ 1963 黒鹿毛 日本           | *ロイヤルチャレンヂャー Royal Challenger | Skerweather               |                   |
| 母 スイートアース 1973 栗毛 日本                | 母の父スピードシンボリ 1963 黒鹿毛 日本           | スイートイン                             | *ライジングライト         | *ライジングライト |
| 母 スイートアース 1973 栗毛 日本                | 母の父スピードシンボリ 1963 黒鹿毛 日本           | スイートイン                             | *フィーナー               |                   |
| 母 スイートアース 1973 栗毛 日本                | 母の母*ライトゲイム Right Game 1962 青毛 イギリス | Right Boy                                | Impeccable                | Impeccable        |
| 母 スイートアース 1973 栗毛 日本                | 母の母*ライトゲイム Right Game 1962 青毛 イギリス | Right Boy                                | Happy Ogan                |                   |
| 母 スイートアース 1973 栗毛 日本                | 母の母*ライトゲイム Right Game 1962 青毛 イギリス | Game Chip                                | Big Game                  | Big Game          |
| 母 スイートアース 1973 栗毛 日本                | 母の母*ライトゲイム Right Game 1962 青毛 イギリス | Game Chip                                | Poker Dice F-No.22        |                   |
| 母系(F-No.)                                     | 22号族(FN:22)                                     | 22号族(FN:22)                            | 22号族(FN:22)             | [ § 3 ]           |
| 5代内の近親交配                                 | Tourbillon5×5=6.25%(父内)                         | Tourbillon5×5=6.25%(父内)                | Tourbillon5×5=6.25%(父内) | [ § 4 ]           |
| 出典                                            | 1. 2. 3. 4.                                       | 1. 2. 3. 4.                              | 1. 2. 3. 4.               | 1. 2. 3. 4.       |

### 主な近親
- シンボリヨーク（全兄 - 1984年東京新聞杯）[32]
- メイキャリー（半姉 - 1985年朝日杯3歳ステークス3着）[32]
- ハーバーゲイム（叔母 - 1970年クイーンステークス、牝馬東京タイムズ杯 1971年安田記念）
- マウンテンストーン（甥 - 1996年青葉賞）[32]